# Haga, Akershus
Haga är en tätort i Nes kommun i Akershus fylke i sydöstra Norge. Orten ligger vid Kongsvingerbanan och älven Glomma, där fylkesväg 175 möter fylkesväg 1570, 11,5 kilometer sydväst om kommunens centralort Årnes. 
Den 1 januari 2022 hade tätorten 701 invånare.